# Kuczwały
Kuczwały – wieś w Polsce położona w województwie kujawsko-pomorskim, w powiecie toruńskim, w gminie Chełmża. W latach 1975–1998 miejscowość administracyjnie należała do województwa toruńskiego.

## Części wsi
| SIMC    | Nazwa     | Rodzaj    |
| ------- | --------- | --------- |
| 0842012 | Antoniewo | część wsi |
| 0842029 | Serbinowo | część wsi |

## Historia
Udokumentowane początki wsi sięgają lat 1400 i 1415, kiedy to pojawiają się niemieckojęzyczne zapisy dotyczące wsi Konradswalde (w wolnym tłumaczeniu na język polski - Las Konrada). Z upływem czasu nazwa zaczęła ulegać spolszczeniu. I tak w 1553 roku w dokumentach pojawiła się wzmianka o wsi Kuczwall, w 1579 roku Cuczwali, w 1582 roku Kuczfallij, a w 1602 roku po raz pierwszy Kuczwały. Potem jeszcze Kuczfaly i Kucwaly (1667 r.). Być może były to zwykłe ortograficzne błędy w zapisie lub swobodna interpretacja ówczesnej wymowy, jednak ostatecznie przyjęła się nazwa Kuczwały.
W średniowieczu część dóbr dzierżawiła rodzina Watzenrode. Od 1524 roku wieś przejął wojewoda pomorski Jerzy Konopacki czyniąc z niej do XVII wieku gniazdo rodowe wielkich dobrodziejów kościoła w Grzywnie - szlachetnych Konopackich (bratem Jerzego Konopackiego z Kuczwał był biskup chełmiński Jan Konopacki), dla których ta świątynia stała się miejscem pochówku (Achacy Konopacki ma tu swoje epitafium). Rodzina ta należała do największych posiadaczy ziemskich na ziemi chełmińskiej (w swych rękach skupiali prawie 1300 ha ziemi). Dbali oni o szpital zamieszkiwany przez ubogich, fundowali nadbudowę wieży, w 1649 roku Adam Konopacki przekazał środki finansowe dla księdza, który miałby odprawiać mszę za dusze zmarłych członków rodziny. Zapisane przez niego pieniądze trium millium florenorum polonicalium (3000 złotych polskich) potwierdzone zostały na zamku w Kowalewie odpowiednim testamentem. Niewielka część dochodów z Kuczwał była przypisana ołtarzowi św. Wolfganga z kościoła św. Janów w Toruniu. W 1570 r. wieś leżała w granicach parafii Gostkowo. W tamtym okresie wśród zarządców majątku wzmiankowani byli: Białobłocki, Borowski, Lipnicki, Turzyński i Konopacki. W 1670 roku majątek, leżący już wtedy w granicach parafii w Kiełbasinie przejęli Erazm i Franciszek Estkowie. Wśród zarządców majątkiem w tamtym czasie wymieniany jest Żuliński, a wieś zamieszkiwali wtedy chłopi noszący nazwiska: Bąk, Choika, Christek, Gapowski, Gral, Krawczyk, Krziwda, Mańka, Perz, Piec, Szczęsny i Woch. Na początku XVIII wieku liczba rodzin mieszkających we wsi nie zmieniła się. W 1773 roku obszar, na jakim gospodarzono dzielił się na 20 łanów szlacheckich i 5 łanów czynszowych. Wieś zamieszkiwały wtedy 122 osoby, w tym: owczarz, młynarz (we wsi był wiatrak) oraz karczmarz. Jako zarządzający majątkiem w 1789 r. wymieniany jest Mlekicki.
W 1839 roku Kuczwały (i Pluskowęsy) zostały zakupione przez Karola Kalksteina za 49 200 talarów, a następnie przeszły w ręce ostatniego właściciela z tego rodu zmarłego w 1918 roku Antoniego Kalksteina, który w 1872 roku wybudował w centrum wsi okazałą owczarnię (obecnie w stanie rozpadu). To prawdopodobnie on wzniósł w sąsiedztwie owczarni w 2. połowie XIX w. dwór, który obecnie nieco zaniedbany spełnia funkcje mieszkalne i usługowe (sklep). Na przełomie XIX i XX wieku wieś sytuowała się nieco na ponad 872 ha ziemi. Wśród zarządców majętności w tym okresie wymieniana jest także rodzina Mellinów. Przed II wojną światową dobra ziemskie dzieliły się na majątek szlachecki i folwark obejmując 3050 mórg ziemi, 44 budynki gospodarcze i 14 mieszkalnych, w których żyło 334 katolików i 2 ewangelików.
Trudno uznać, że przed rokiem 1400 na tych ziemiach nie istniało osadnictwo, ponieważ przy drodze do Zalesia w XIX wieku znaleziono grób skrzynkowy i kręgi kamienne, z których brano kamień do budowy okolicznych domostw, a dokładnie w 1865 roku odnaleziono nieznane dziś bliżej dłuto krzemienne.

## Współczesność
Obecnie miejscowość leży w granicach Parafii Grzywna. Według Narodowego Spisu Powszechnego (III 2011 r.) mieszkały w niej 472 osoby (jest ósmą co do wielkości miejscowością gminy Chełmża). Tutejsza osiadła ludność napłynęła z województwa mazowieckiego, małopolskiego i lubelskiego. Na terenie wsi znajduje się 85 gospodarstw rolnych. Centrum życia kulturalnego mieszkańców wsi Kuczwały skupia się przy tutejszej świetlicy usytuowanej dokładnie naprzeciwko dawnego dworu Kalksteinów. Działa tutaj Jednostka Ochotniczej Straży Pożarnej i Koło Gospodyń Wiejskich. W otoczeniu świetlicy znajduje się wiejskie centrum rekreacyjno-sportowe: boisko sportowe do gry w piłkę koszykową, kilka miejsc na rodzinnego grilla i plac zabaw z ławeczkami. Ta mała infrastruktura została wybudowana w 2007 r. w ramach Sektorowego Programu Operacyjnego - Odnowa wsi oraz zachowanie dziedzictwa kulturowego - projekt nosił nazwę Serce wsi Kuczwały. Dziś to miejsce spotkań mieszkańców m.in. podczas festynów i imprez sportowych. Mieszkańcy Kuczwał to 3-krotni gospodarze Gminnego Święta Plonów (lata: 2001, 2006, 2009). Wiejska, amatorska drużyna piłki nożnej reprezentuje Kuczwały w corocznych gminnych rozgrywkach piłkarskich. Mieszkańcy wsi chętnie uczestniczą w konkursie Piękna Zagroda. Kuczwały, ze względu na swoje położenie (z dala od głównych dróg - na trasie Grzywna-Sławkowo) stanowią doskonałe miejsce wypoczynku dla ludzi spragnionych ciszy i ucieczki od zgiełku miejskiego.
(wykorzystano materiały informacyjne Urzędu Gminy Chełmża)